# Puma d'Amérique du Sud
Sous-espèce
Synonymes
- P. c. anthonyi (Nelson and Goldman, 1931)
- P. c. acrocodia (Goldman, 1943)
- P. c. araucanus (Osgood, 1943)
- P. c. bangsi (Merriam, 1901)
- P. c. borbensis (Nelson and Goldman, 1933)
- P. c. cabrerae (Pocock, 1940)
- P. c. capricornensis (Goldman, 1946)
- P. c. greeni (Nelson and Goldman, 1931)
- P. c. hudsonii (Marcelli, 1922; Cabrera, 1958)
- P. c. incarum (Nelson and Goldman, 1929)
- P. c. nigra (Jardine, 1834)
- P. c. osgoodi (Nelson and Goldman, 1929)
- P. c. patagonica (Merriam, 1901)
- P. c. pearsoni (Thomas, 1901; Trouessart, 1904)
- P. c. puma (Marcelli, 1922; Molina, 1782; Trouessart, 1904)
- P. c. soasoaranna (Lesson, 1842)
- P. c. sussuarana
- P. c. soderstromii (Lönnberg, 1913)
- P. c. suçuaçuara (Liais, 1872)
- P. c. wavula (Lesson, 1842)

Le Puma d'Amérique du Sud (Puma concolor concolor) est une sous-espèce de pumas qui se répartit de la Colombie au Chili. L'histoire taxonomique du puma est mouvementée, tout comme le nombre de ces sous-espèces : des années 1990 à 2017, le nombre de sous-espèces est passée de trente-deux à deux.

## Histoire taxinomique

### Phylogénèse
Le premier félin daterait d'il y a 11 millions d'années ; on compte plusieurs lignées. L’ancêtre commun des lignées Leopardus, Lynx, Puma, Prionailurus et Felis aurait traversé la Béringie et colonisé l’Amérique du Nord il y a environ 8 à 8,5 millions d’années. Le genre Puma est donc la troisième lignée à se différencier, il y a plus de huit millions d'années selon l'horloge moléculaire. Des études ont montré que le puma et le Jaguarondi sont étroitement proches du guépard,, tout en formant des genres différents. Les félins nord-américains ont ensuite envahi l’Amérique du Sud par l’isthme de Panama il y a 3 millions d’années durant le grand échange interaméricain. Les populations nord-américaines se seraient étendues au reste de l'Amérique vers 8 000 avant le présent.

### Sous-espèces
Jusqu’à la fin des années 1990, de 30, à 32, sous-espèces différentes ont été validées. Les différences majeures entre ces différentes subdivisions de l'espèce étaient la localisation et la taille du corps : la plupart de ces formes ne prenaient pas en compte la variabilité naturelle entre les individus. Une étude génétique effectuée en 2000 sur l’ADN mitochondrial a diminué drastiquement le nombre de sous-espèces, passant d’une trentaine à six, :
- Le puma de l’Est de l’Amérique du Sud (Puma concolor anthonyi[7]), officiellement déclaré éteint par les États-Unis ;
- Le puma d’Argentine (Puma concolor cabrerae)[8] ;
- Le puma du Costa Rica (Puma concolor costaricensis) ;
- Le puma d’Amérique du Nord (Puma concolor couguar)[9] ;
- Le puma du Nord de l’Amérique du Sud (Puma concolor concolor)[10] ;
- Le puma du Sud de l’Amérique du Sud (Puma concolor puma)[11].

De nouvelles études menées sur le génome mitochondrial ont réduit le nombre de sous-espèces à deux : Puma concolor concolor  (Linné, 1771) et Puma concolor cougar (Kerr, 1792) réparti en Amérique du Nord et Centrale,, et peut-être au nord-ouest des Andes. À partir de 2017, P. c. cougar est reconnu comme étant valide par le groupe de travail sur la classification des félins (Cat Classification Taskforce) du Cat Specialist Group.

## Populations
| Pays      | Densité            |
| --------- | ------------------ |
| Pérou     | 2,4 /100 km2       |
| Patagonie | 6 /100 km2         |
| Pantanal  | 4,4 /100 km2       |
| Argentine | 0,5 à 0,8 /100 km2 |
| Bolivie   | 5 à 8 /100 km2     |

Les populations de Pumas d'Amérique du Sud sont considérées comme plus nombreuses que celles d'Amérique du Nord, bien que l'abondance des populations vivant dans les forêts humides denses est cependant peu connue. Au Brésil, au Pérou, en Argentine et en Colombie, la sous-espèce est considérée comme quasi-menacée. Au Chili, les données sont insuffisantes pour juger de l'état des populations.